# بلاي ستيشن بورتال
بلاي ستيشن بورتال (بالإنجليزية: PlayStation Portal) هو ملحق ألعاب محمول قادم لجهاز بلاي ستيشن 5 تم تطويره بواسطة سوني إنتراكتيف إنترتينمنت. تم الإعلان عنه في 23 مايو 2023، وسيتم إطلاقه في 15 نوفمبر 2023.
تتضمن ميزات الأجهزة الرئيسية لبلاي ستيشن بورتال شاشة عرض البلورة السائلة (LCD) عالية الدقة مقاس 8 بوصات و«جميع الأزرار والميزات الخاصة بوحدة التحكم دوال سينس». يتم استخدامه للبث من بلاي ستيشن 5 عبر اتصال واي فاي باستخدام ريموت بلاي.